# Entertainment Software Publishing
A Entertainment Software Publishing, Inc. (株式会社エンターテインメント ソフトウェア パブリッシング, Kabushiki gaisha Entāteinmento Sofutō~ea Paburisshingu), abreviada como ESP, foi uma publicadora de jogos eletrônicos japonesa com sede em Shibuya, Tóquio. Foi fundada em 1997 por integrantes da Game Developers Network (GD-NET), que incluía empresas como a Treasure e a Game Arts. O seu estabelecimento foi uma resposta às preocupações com a desigualdade de aporte financeiro entre os desenvolvedores menores e as grandes empresas, numa época de crescimento dos jogos eletrônicos no mercado japonês.
Inicialmente, a ESP publicou jogos principalmente para Sega Saturn e Playstation. Mais tarde, migrou para Dreamcast e PlayStation 2. Em 2002, a empresa foi adquirida pela Game Arts e, dois anos depois, pela D3 Publisher. Foi sob gestão desta última que a ESP começou a programar seus próprios jogos. No entanto, ambas foram dissolvidas e fundidas na matriz em 2010.
Em geral, os jogos publicados pela ESP tiveram boa repercussão, tanto no aspecto financeiro quanto no crítico, principalmente Grandia, Bangai-O e Radiant Silvergun; este último é citado entre os melhores e mais influentes jogos de shoot 'em up já criados. Ela também colaborou com a publicação de vários MMORPGs e com vários projetos de outras empresas.

## História
No final da década de 1990, o mercado japonês de jogos eletrônicos apresentou um crescimento e, consequentemente, os custos de produção para consoles também aumentaram. Incluídas neste contexto, empresas como a Treasure, Quintet, Sting Entertainment e Game Arts estabeleceram a Game Developers Network (GD-NET). Esta foi a solução que os desenvolvedores de menores portes encontraram para reduzir as dificuldades causadas pela desigualdade de aporte financeiro, aumentando suas chances de sobreviver no cenário da época.
Em novembro de 1997, os integrantes da GD-NET fundaram a Entertainment Software Publishing (ESP). O presidente e diretor executivo da Game Arts, Youichi Miyaji, foi nomeado presidente desta. A ESP foi financiada por diversos estúdios de jogos, como Japan Art Media, CSK Research Institute e Onion Soft, bem como a maioria das empresas que faziam parte da GD-NET. Também houve um financiamento adicional pela CSK Holdings, a empresa-mãe da Sega. Os membros da GD-NET criariam e produziriam jogos, enquanto a ESP se responsabilizaria com marketing, vendas e promoção destes. Os membros da equipe acreditavam que a publicadora lhes permitiria obter maior reconhecimento dentro da indústria, já que empresas como a Sega, Nintendo e Sony Computer Entertainment iriam receber crédito por seus trabalhos quando esses fossem publicados.

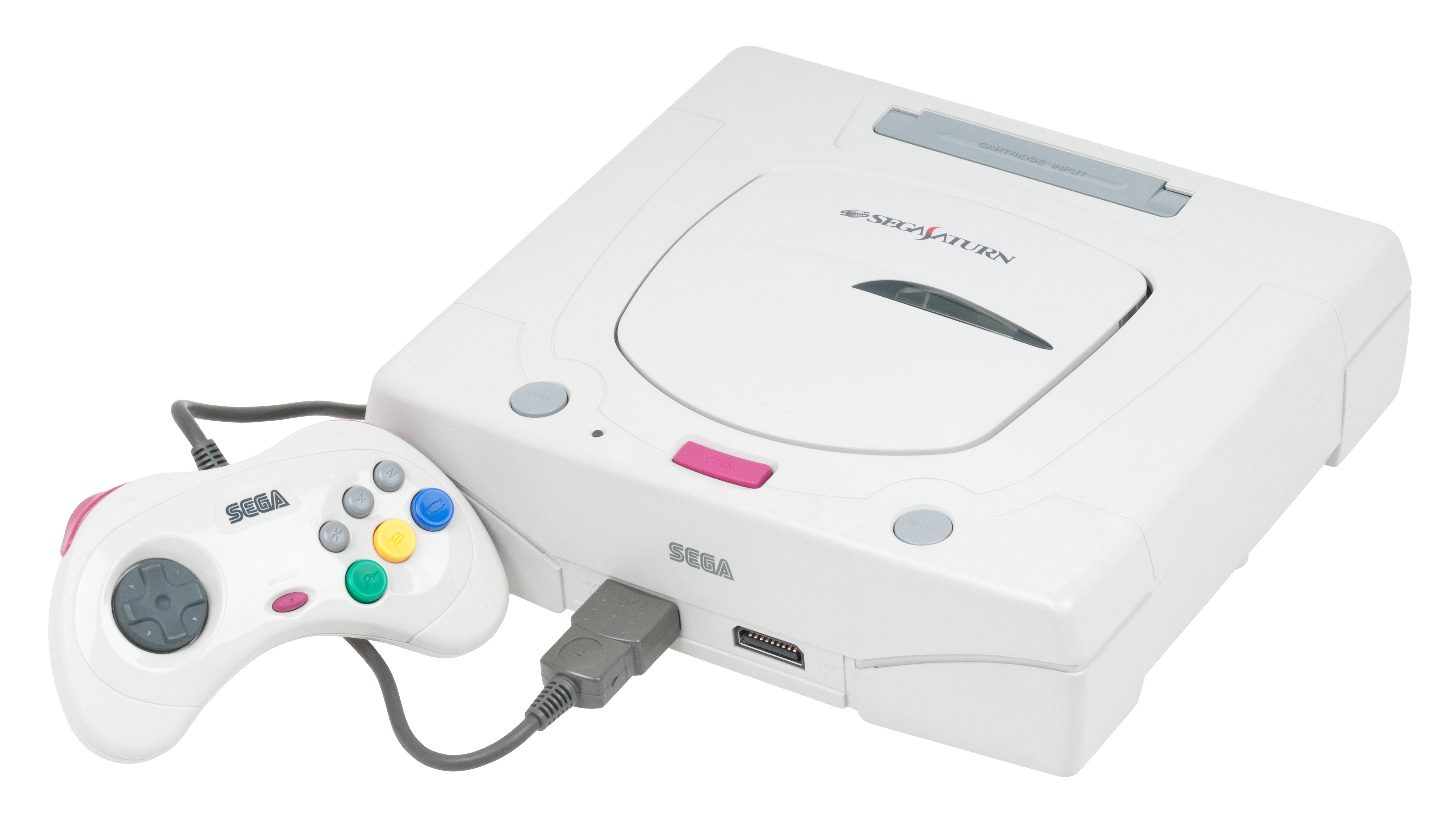
A ESP publicou jogos para o Sega Saturn.

Um dos primeiros sucessos publicados pela ESP foi Grandia, para PlayStation e Sega Saturn. Desenvolvido pela Game Arts, o jogo foi lançado em 1997 e foi bem recebido pela crítica. Outro jogo de grande sucesso foi a conversão para Saturn do jogo de arcade Radiant Silvergun, da Treasure, aclamado por sua jogabilidade e mecânica, sendo citado entre os melhores e mais influentes jogos de shoot 'em up já criados. Slayers Royal e sua sequência Slayers Royal 2, ambos baseados na série de light novels Slayers, também tiveram sucesso comercial.
Em 1998, a Sega interrompeu a produção do Sega Saturn na Europa e na América do Norte por causa do baixo número de vendas. Apesar do console ainda vender bem no Japão, a Sega abandonou amplamente o sistema em favor do Dreamcast, que foi lançado no mesmo ano. Portanto, a ESP começou a mudar suas operações do Sega Saturn para outros consoles, principalmente Dreamcast e Nintendo 64. Neste último, publicou Bangai-O (1999) em quantidades limitadas devido à preocupação com seu nicho. Apesar disso, o título obteve boa recepção pela crítica. A publicadora comumente participava do Tokyo Game Show e outros eventos importantes de jogos eletrônicos no país, onde apresentava regularmente seus títulos mais populares, como Silhouette Mirage. Mais tarde, começou a publicar jogos para o PlayStation 2, que se tornou o console mais vendido no Japão e superou o Dreamcast por uma larga margem.
Em 2002, a ESP foi adquirida pela Game Arts e se tornou a divisão de publicação desta. Em 2004, a publicadora foi comprada pela D3 Publisher, um estúdio de jogos eletrônicos japonês mais conhecido por sua série de jogos baratos Simple. A D3 comprou cem por cento das ações da empresa por um total de 120 milhões de ienes, devido a seu histórico e programação de jogos de sucesso comercial. Além de publicar títulos de outros desenvolvedores para sistemas como PlayStation 2 e Nintendo DS, a ESP também começou a desenvolver seus próprios jogos, como Hajime no Ippo Portable Victorious Spirits para PlayStation Portable, e também co-publicou diversos títulos de MMORPGs. A empresa anunciou no Tokyo Game Show de 2005 que também começaria a produção de jogos para o PlayStation 3. Em 2008, a empresa associou-se à Treasure, a única empresa remanescente da GD-NET que mantinha relações de trabalho com a ESP naquela época, para formar um projeto editorial conhecido como "Treasure × ESP", levando à publicação de Bangai-O Spirits para DS, uma sequência de sucesso crítico de Bangai-O.
Em 1 de abril de 2010, a ESP e a D3 Publisher foram fundidas e dissolvidas na matriz, a empresa-mãe D3 Inc. Esta, por sua vez, havia sido adquirida majoritariamente pela Namco Bandai Games no ano anterior.

## Jogos publicados
| Ano  | Título                                         | Plataforma(s)           | Ref.   |
| ---- | ---------------------------------------------- | ----------------------- | ------ |
| 1997 | Slayers Royal                                  | PlayStation Sega Saturn | [ 37 ] |
| 1997 | Lunar: Silver Star Story Complete MPEG Version | PlayStation             | [ 38 ] |
| 1997 | Silhouette Mirage                              | PlayStation Sega Saturn | [ 21 ] |
| 1997 | Lunar: Sanposuru Gakuen                        | Sega Saturn             | [ 39 ] |
| 1997 | Grandia                                        | PlayStation Sega Saturn | [ 21 ] |
| 1998 | Gungriffon II                                  | Sega Saturn             | [ 40 ] |
| 1998 | Code R                                         | Sega Saturn             | [ 41 ] |
| 1998 | Radiant Silvergun                              | Sega Saturn             | [ 42 ] |
| 1998 | Slayers Royal 2                                | PlayStation Sega Saturn | [ 37 ] |
| 1998 | Baroque                                        | PlayStation Sega Saturn | [ 43 ] |
| 1998 | Lunar 2: Eternal Blue Complete                 | PlayStation             | [ 42 ] |
| 1998 | Chaos Seed                                     | Sega Saturn             | [ 43 ] |
| 1999 | Bangai-O                                       | Nintendo 64             | [ 44 ] |
| 1999 | Evolution 2: Far Off Promise                   | Dreamcast               | [ 21 ] |
| 2000 | Evolution: The World of Sacred Device          | Dreamcast               | [ 45 ] |
| 2000 | Aquarian Age: Tokyo Wars                       | PlayStation             | [ 46 ] |
| 2000 | Victorious Boxers: Ippo's Road to Glory        | PlayStation 2           | [ 42 ] |
| 2001 | Abarenbō Princess                              | PlayStation 2           | [ 47 ] |
| 2002 | Evolution Worlds                               | GameCube                | [ 44 ] |
| 2002 | Ikaruga                                        | Dreamcast               | [ 48 ] |
| 2004 | Crouching Tiger, Hidden Dragon                 | PlayStation 2 Xbox      | [ 44 ] |
| 2004 | Victorious Boxers 2: Fighting Spirit           | PlayStation 2           | [ 49 ] |
| 2005 | Azumi                                          | PlayStation 2           | [ 50 ] |
| 2007 | Garouden Breakblow: Fist or Twist              | PlayStation 2           | [ 51 ] |
| 2008 | Bangai-O Spirits                               | Nintendo DS             | [ 52 ] |